# Digital Classicist

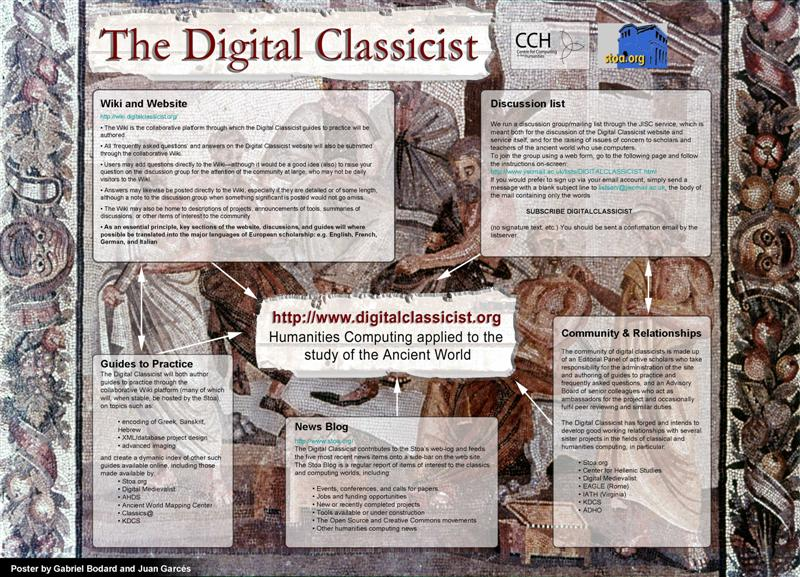
Poster programmatico di Digital Classicist per la conferenza DRH 2005

Digital Classicist è una comunità di studiosi interessati all'applicazione dell'informatica umanistica al campo degli studi classici e più in generale del mondo antico. Il progetto si propone di far incontrare gli studiosi del mondo antico con studenti esperti in tecnologie informatiche digitali, con lo scopo di diffondere conoscenze ed esperienze riguardanti le discipline classiche al grande pubblico. Digital Classicist fu fondata nel 2005 come progetto collaborativo presso il King's College London e l'Università del Kentucky, da redattori ed esperti delle discipline classiche in generale.

## Attività della Digital Classicist

### Blog
La comunità di Digital Classicist ha assunto un ruolo attivo nel pubblicare notizie sul longevo blog del consorzio Stoa, che si occupa di questioni riguardanti tanto discipline umanistiche classiche quanto digitali. Particolarmente attivo dimostra di essere il movimento open source e Creative Commons, oltre ad altre comunità di studiosi con interessi digitali.

### Lista di discussione
La Discussion List della Digital Classicist è ospitata nel Regno Unito da JISCmail. Vi compaiono maggiormente annunci di domande ed offerte di lavoro, mentre risultano maggiormente occasionali dibattiti su questioni scientifiche e disciplinari.

### Wiki
Il sito web principale di Digital Classicist è un portale che contiene collegamenti al wiki di Digital Classicist e ad altre risorse, inclusi argomenti per seminari e contributi da conferenze. I materiali per i seminari comprendono: estratti, slides (in pdf), audio (in mp3) e, dal 2013, registrazioni video.
Il wiki del progetto contiene argomenti per progetti in digitale per studi classici, strumenti software resi disponibili per i classicisti e una FAQ che sollecita la comunità a collaborare a varie attività: da semplici domande concernenti, ad esempio, caratteri greci e Unicode, elaborazione di testi e stampa di ricerche, alle richieste più avanzate riguardanti l'informatica umanistica e consulenza sulla gestione dei progetti. Il wiki è ospitato sui server del Center for Computing in the Humanities presso il King's College London.

### DCLP
La Digital Corpus of Literary Papyri (DCLP) è una biblioteca online che offre informazioni e trascrizioni di papiri letterari e subletterari greci e latini conservati su papiri, frammenti ceramici (ostraka), tavolette di legno e altri supporti portatili. DCLP è un progetto congiunto dell'Istituto di Papirologia dell'Università di Heidelberg e dell'Istituto per lo Studio del Mondo Antico presso la New York University.

### Seminari e pubblicazioni
I membri della comunità di Digital Classicist riferiscono frequentemente di ogni partecipazione a conferenze e seminari cui prendono parte. Tra gli eventi organizzati dall'associazione ci sono una serie di seminari estivi che si svolgono ogni anno dal 2006 all'Institute of Classical Studies di Londra, i convegni dell'Annuale Conferenza della Classical Association a Birmingham 2007 Glasgow 2009 e Durham 2011 e la Conferenza Risorse digitali nelle Discipline Umanistiche ed Artistiche tenutasi nel settembre 2008. Il progetto è stato anche tra gli sponsor del workshop Open Source Critical Editions nel 2006. Nel 2008 Digital Medievalist ha pubblicato un numero collaborativo di articoli della Digital Classicist in memoria di Ross Scaife. Una raccolta di articoli tratti dalla serie di seminari del 2007 e dai convegni è stata pubblicata da Ashgate: Digital Research in the Study of Classical Antiquity (Bodard and Mahony (eds) 2010). Articoli più recenti sono stati raccolti insieme in un Bulletin of the Institute of Classical Studies: Mahony and Dunn (a cura di) 2013 The Digital Classicist 2013 (2013) London BICS Supplement-122 Institute of Classical Studies.

## Membri
Molto noti classicisti ed umanisti informatici fanno parte del comitato consultivo della Digital Classicist, tra cui Richard Beacham (del King's Visualization Lab), Alan Bowman (professore di Storia antica all'Università di Oxford), Gregory Crane (del Perseus Project), Bernard Frischer (del Virtual World Heritage Laboratory), Michael Fulford (Professore di Archeologia e Vice-Pro-Rettore dell'Università di Reading), Willard McCarty (vincitore del Lyman Award e Professore di Informatica umanistica presso il Dipartimento di Informatica umanistica), James O 'Donnell (Rettore dell'Università di Georgetown), Silvio Panciera (dell'Università di Roma La Sapienza) e Boris Rankov (Professore di Storia antica alla Royal Holloway, Università di Londra). Ha fatto parte del sodalizio il defunto Ross Scaife (Stoa Consortium e Università del Kentucky).